# Арутюнов, Рафаэль Нждеевич
Рафаэль Нждеевич Арутюнов (1928—2005) — советский государственный и хозяйственный деятель.

## Биография
Родился в 1928 году в Москве. Член КПСС.
С 1953 года — на инженерной и хозяйственной работе.
В 1953—1991 гг.:
- руководитель конструкторской группы по спецпроизводству,
- главный инженер завода, директор Крюковского вагоностроительного завода,
- начальник отраслевого главка, начальник производственного управления,
- заместитель министра,
- первый заместитель Министра тяжёлого, энергетического и транспортного машиностроения СССР,
- первый заместитель председателя правления ЗАО «Тяжэнергомаш».

Умер в Москве в 2005 году.

## Награды и звания
- Государственная премия СССР в области техники (1981 год; в составе коллектива) — за разработку, создание и внедрение семейства саморазгружающихся вагонов-хопперов для перевозки сыпучих грузов.
- Государственная премия СССР в области науки и техники (1989 год, в составе коллектива) — за создание и внедрение в народное хозяйство мощностного ряда унифицированных экономичных дизелей типа Д-49.